# 平林武
平林 武（ひらばやし たけし、1872年2月22日（明治5年1月14日） - 1935年（昭和10年）4月26日）は、日本の地球科学者。専門は鉱床学。兵庫県神戸市生まれ。

## 経歴・研究業績
1898年東京帝国大学理科大学地質学科卒業。工学博士。農商務省技師を経て1918年東京帝国大学工科大学採鉱冶金科教授に就任。農商務省技師の時代から、日本全国の鉱床、特に黒鉱鉱床の調査を綿密に行い、多くの知見を明らかにしている。平林は当時黒物と呼ばれていた鉱石の鉱床学的特徴を明らかにし，学術用語としての「黒鉱」を定義し、今日一般に使われ、定着している「黒鉱鉱床」なるものの成因解明に端緒を開いた。
平林武の遺族から東京大学総合研究博物館に寄贈された資料は、フィールドノート50余冊、調査した鉱山やダムなどの調査資料・地質図など約1万点、その他講義資料、執筆原稿・別刷り・古写真などからなり、いずれも明治末から昭和初期にかけて、平林が日本の数多くの鉱山やダム工事現場を調査して収集した極めて貴重な資料群である。

## 主な著書
- 平林武「黒鉱鉱床調査報文第一回」、農商務省鉱山局、1907年。
- 平林武「黒鉱鉱床調査報文第二回」、農商務省鉱山局、1911年。
- 平林武「亜鉛鉱調査報文」、農商務省、1912年。